# Buckminster Fuller
Richard Buckminster Fuller (født 12. juli 1895, død 1. juli 1983) var en amerikansk arkitekt, professor, opfinder og forfatter.
Han har udviklet en lang række opfindelser, primært arkitektoniske design, herunder hans kendte geodætiske dome.
Har lagt navn til en familie af molekyler – fullerener – hvoraf det mindste er buckminsterfulleren ofte kaldet Buckyball- C60. En Buckyball består af 60 kulstofatomer. Kulstof forekommer naturligt i fire forskellige varianter, aske, grafit, diamant og fullerene. Opdaget i 1985.
Buckminster Fuller er kendt som en ekspert-generalist og han har påpeget specialiseringens farer:
| Citat | “We are in an age that assumes that the narrowing trends of specialization to be logical, natural, and desirable… In the meantime, humanity has been deprived of comprehensive understanding. Specialization has bred feelings of isolation, futility, and confusion in individuals. It has also resulted in the individual’s leaving responsibility for thinking and social action to others. Specialization breeds biases that ultimately aggregate as international and ideological discord, which in turn leads to war.” | Citat |
|       | |       |

## Æresbevisninger
I 1964 blev en bog dedikeret til ham af forfatteren Robert W. Marks - The New Mathematics Dictionary and Handbook.

## Galleri
- Buckminster Fuller ca 1910.
- Montreal Biosphere af Buckminster Fuller.
- Prototypen af Dymaxion på en udstilling i 2011.
- Buckminster Fullers hjem i Carbondale.
- Buckminster Fullers grav.

## Note
1. ↑  Michael Simmons på The Mission
2. ↑  Library of Congress Catalog Card Number: 64-17893 side 5

 Der er for få eller ingen kildehenvisninger i denne artikel, hvilket er et problem. Du kan hjælpe ved at angive troværdige kilder til de påstande, som fremføres i artiklen.